# Tower Heist
Tower Heist (titulada: Un golpe de altura en España y Robo en las alturas en Hispanoamérica) es una película cómica y acción estrenada el 4 de noviembre de 2011 en Estados Unidos y España, el 9 de diciembre del mismo año en México y el 19 de enero de 2012 en Argentina. Está protagonizada por Ben Stiller y Eddie Murphy y dirigida por Brett Ratner.

## Argumento
Josh Kovacs (Ben Stiller) es el encargado de uno de los edificios más lujosos y seguros de Nueva York, en pleno Columbus Circle. En el piso más ostentoso de todos, el ático, vive Arthur Shaw (Alan Alda), un billonario magnate de Wall Street que está bajo arresto domiciliario por haber robado dos mil millones de dólares a sus inversores, además de haber estafado a muchos de los trabajadores del edificio, quedándose con sus jubilaciones y dejándoles frente a un futuro incierto.
Desesperado al enterarse de la situación, Kovacs se une a su cuñado, el conserje Charlie (Casey Affleck), al botones Enrique (Michael Peña), a la sirvienta Odessa (Gabourey Sidibe) y a otro inversor arruinado por la forma de trabajar de Shaw, el Sr. Fitzhugh (Matthew Broderick), con el fin de encontrar una forma de recuperar su dinero. Su búsqueda les lleva hasta Slide (Eddie Murphy), un ladrón que les ayuda a organizar el robo de 20 millones de dólares que creen que el multimillonario esconde en su piso.
Todos ellos conocen a la perfección el edificio, algo que les ayudará a cometer el robo lo más rápido posible, pero tendrán que tener cuidado con la cercanía de Claire Denham (Téa Leoni), una agente especial designada para investigar el caso de Shaw y que puede ser la única persona que descubra sus intenciones.
Sin embargo tras identificar un muro como sitio posible donde se escondía el dinero, se dan con la sorpresa de que al derribar el pilar interior, la caja fuerte donde debería estar el dinero en fajos de billetes estaba vacía, lo que decepciona mucho a sus buscadores.
Cuando están a punto de renunciar, por mera casualidad descubren que el auto de Shaw está hecho en su totalidad de oro, conseguido a costa de los fondos robados.

## Reparto
- Ben Stiller como Josh Kovaks.
- Eddie Murphy como Slide.
- Casey Affleck como Charlie Gibs.
- Alan Alda como Arthur Shaw.
- Matthew Broderick como Mr. Fitzhugh.
- Téa Leoni como Claire Denham.
- Michael Peña como Enrique Dev'Reaux.

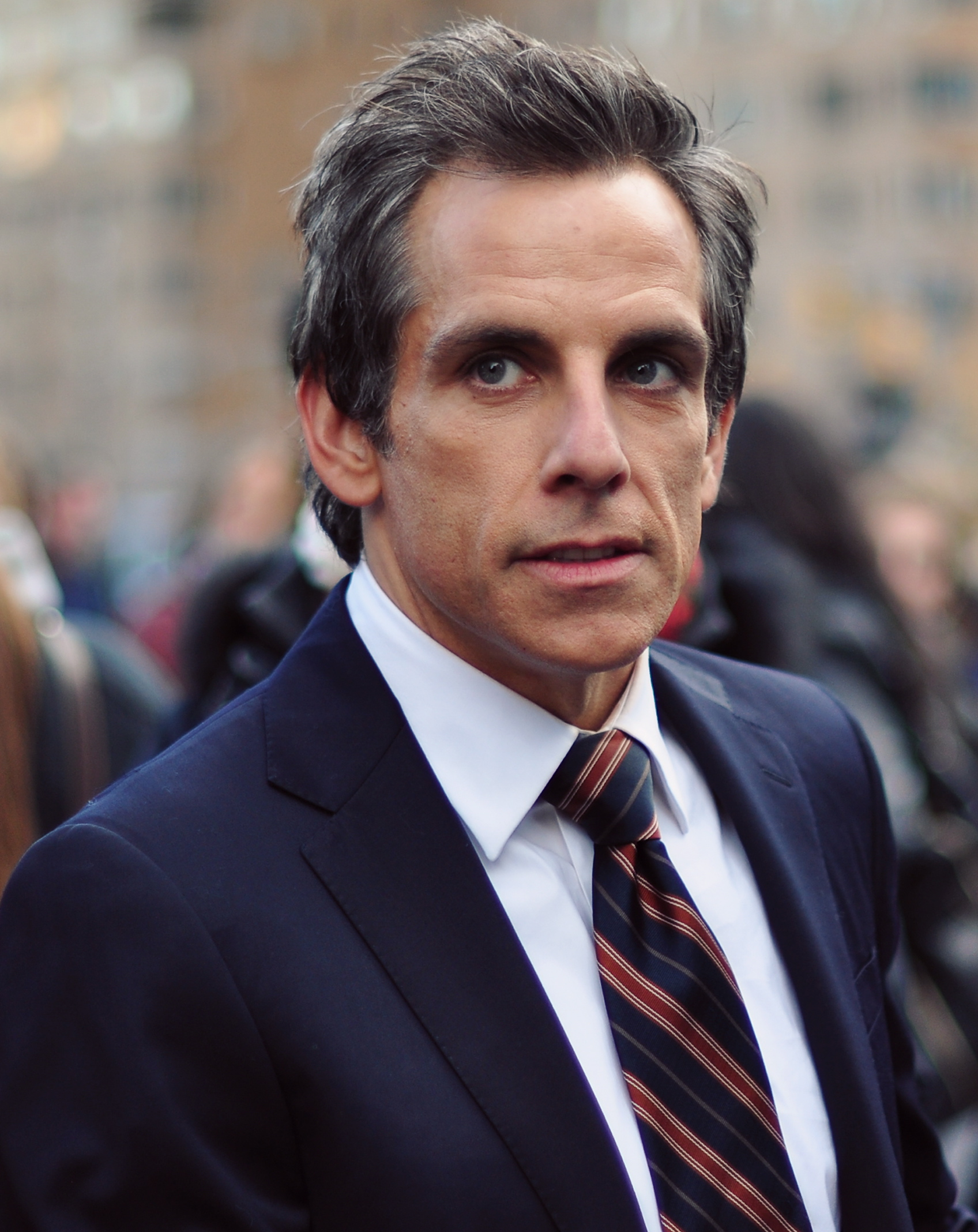
Ben Stiller como Josh Kovaks.

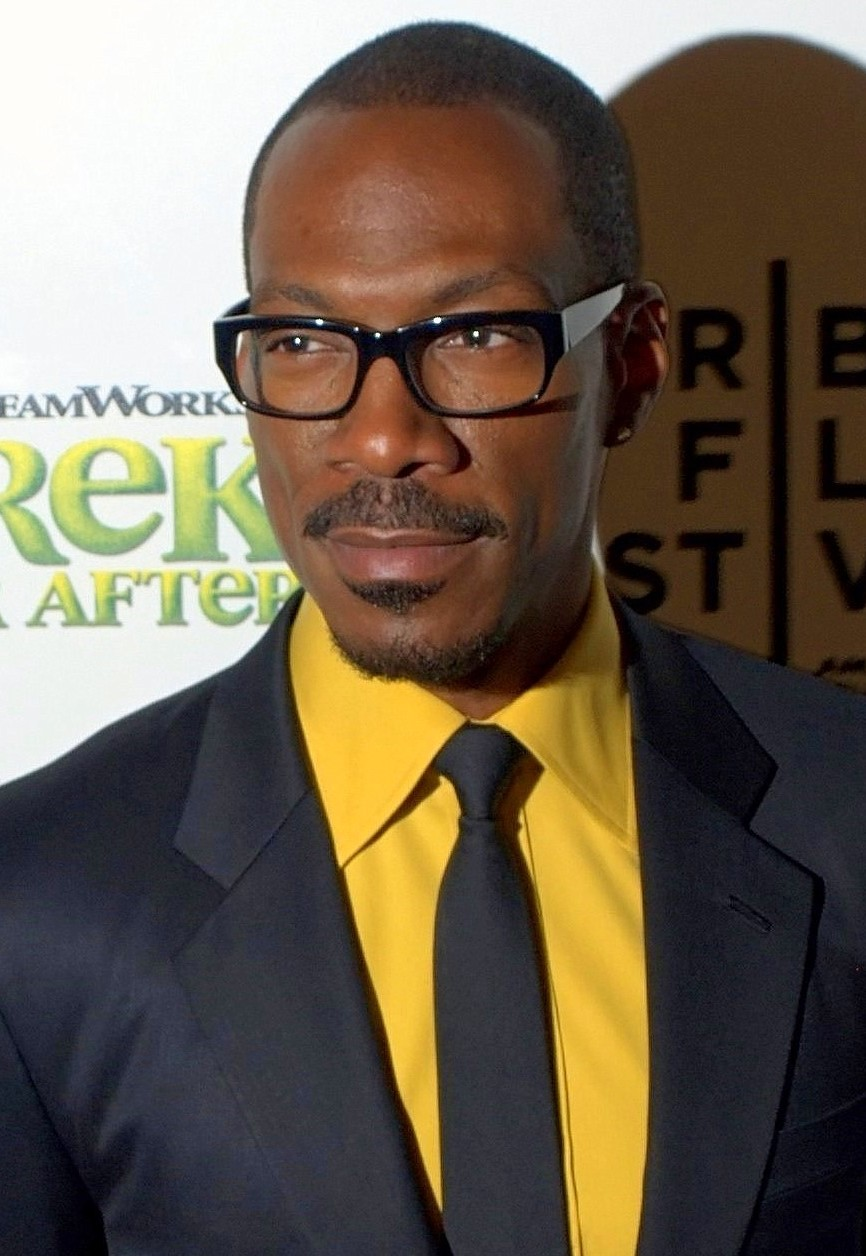
Eddie Murphy como Slide.

- Gabourey Sidibe como Odessa.

## Producción
Se rodó entre el 30 de octubre de 2010 y el 24 de febrero de 2011. Fue filmada íntegramente en la ciudad de Nueva York, Estados Unidos. En un primer momento la producción fue pensada para que fuera desarrollada como un Ocean's Eleven de carácter afroamericano, con Chris Rock y Eddie Murphy como actores principales. Sin embargo después de que Ben Stiller fuera contratado como protagonista, Murphy firmó para interpretar un personaje de reparto. El papel de Arthur Shaw le fue ofrecido a Robert Redford, pero rechazó la oferta. Noah Baumbach realizó reescrituras del guion específicamente para el personaje de Josh Kovacs, con el fin de que se adaptara a Ben Stiller. El primer tráiler llegó de manos de Universal Pictures el 28 de julio de 2011.

### Distribución
Universal Pictures canceló sus intenciones iniciales de lanzar el filme en formato VOD, después de tres semanas de su estreno en cines, por un precio de $59,99. Un representante de la compañía dijo en una conferencia de prensa que «en respuesta a una petición de los propietarios de las salas, Universal ha decidido cancelar el estreno de Tower Heist en formato VOD, experimento en el que los abonados de Comcast de Atlanta y Portland podrían haber alquilado la cinta tan solo tres semanas después de su estreno el 4 de noviembre».
Posteriormente y en agradecimiento a la compañía productora, John Fithian —presidente de la National Association of Theatre Owners— señaló que «NATO desea agradecer a Universal su respuesta ante las preocupaciones de los propietarios de las salas de cine, con la cancelación de la prueba que estaban planeando. Ellos se han comprometido con los exhibidores, y si bien muchos de ellos no apoyaban la medida desde un principio, el diálogo y la colaboración han sido apreciados. NATO reconoce que los estudios necesitan encontrar nuevas formas de explotación en el mercado doméstico, y espera que los estudios y los distribuidores lleguen a un acuerdo beneficioso para ambas partes».

## Recepción

### Respuesta crítica
Según la página de Internet Rotten Tomatoes obtuvo un 69% de comentarios positivos, llegando a la siguiente conclusión: «Tower Heist es una verdadera película de Brett Ratner, una aventura poco complicada pero divertida y emocionante de ver y que supone el bienvenido retorno de Eddie Murphy». Roger Ebert escribió que «no es una gran película de robos por un montón de razones, empezando por la estupidez del plan y la imposibilidad de estos personajes de tener éxito en nada más complejo que ponerse en fila». Fausto Fernández escribió para Fotogramas que "no vendría de más darle una oportunidad a esta maja peli, y también a un Eddie Murphy que sabe ser secundario con estilazo". Según la página de Internet Metacritic obtuvo críticas mixtas, con un 59%, basado en 39 comentarios de los cuales 18 son positivos.

### Taquilla
Estrenada en 3.367 cines estadounidenses debutó en segunda posición con 24 millones de dólares con una media de 7.135 dólares, por delante de A Very Harold & Kumar 3D Christmas y por detrás de El Gato con Botas. Recaudó 78 millones en Estados Unidos. Sumando las recaudaciones internacionales la cifra asciende a 152 millones. El presupuesto estimado invertido en la producción fue de 75 millones. En la siguiente tabla se muestran los diez primeros países donde mayores cifras obtuvo:
| País           | Recaudación (en USD) |
| -------------- | -------------------- |
| Estados Unidos | 78.046.570           |
| Australia      | 10.852.306           |
| Reino Unido    | 7.060.653            |
| Rusia          | 6.876.690            |
| Alemania       | 4.430.889            |
| España         | 4.331.653            |
| Japón          | 4.056.777            |
| México         | 2.687.020            |
| Brasil         | 2.321.339            |
| Italia         | 2.238.078            |